# سرگی تاراکانوف
سرگی تاراکانوف (روسی: Серге́й Николаевич Тараканов؛ زادهٔ ۲۵ آوریل ۱۹۵۸) بازیکن بسکتبال اهل شوروی است.
وی در مسابقات کشوری و بین‌المللی در مجموع برندهٔ ۵ مدال طلا، ۳ مدال نقره، ۲ مدال برنز شده‌است.